# Youngosuchus
Youngosuchus — вимерлий рід архозаврів із середнього тріасу Китаю. Типовим видом є Y. sinensis. Y. sinensis був вперше описаний у 1973 році як новий вид еритрозухид Vjushkovia. У 1985 році він був перепризначений як власний рід Rauisuchidae. Дослідження 1992 року підтвердило початкову класифікацію Youngosuchus sinensis як еритрозухид, але останні дослідження класифікують його як лорікатанового архозавра класу «Rauisuchidae», абсолютно не пов’язаного з Vjushkovia, який, швидше за все, є синонімом Garjainia.